# Méroflède
Titre
Reine des Francs
Méroflède ou Mérofledis (dates de naissance et de mort non connues) est une reine franque du VIe siècle.
Fille d'un modeste artisan, elle devient, de même que sa sœur Marcowefa la concubine du roi franc de Paris Caribert Ier, l'un des petits-fils de Clovis. Selon Grégoire de Tours, la reine Ingeberge (épouse légitime de Caribert), lasse de cette situation, provoque un scandale. Caribert la répudie et épouse les deux sœurs Méroflède et Marcowefa à une date inconnue, mais il se sépare d'elles après avoir été excommunié par l'Église.